# Typhlodromus lootsi
Typhlodromus lootsi är en spindeldjursart som beskrevs av Schultz 1972. Typhlodromus lootsi ingår i släktet Typhlodromus och familjen Phytoseiidae. Inga underarter finns listade i Catalogue of Life.